# Chrysoclista lathamella
Chrysoclista lathamella ist ein Schmetterling (Nachtfalter) aus der Familie der Grasminiermotten (Elachistidae).

## Merkmale
Die Falter erreichen eine Flügelspannweite von 11 bis 13 Millimeter. C. lathamella unterscheidet sich von Chrysoclista linneella, Chrysoclista splendida und Chrysoclista abchasica durch die dunkle Umrandung am Vorder- und Hinterrand der Vorderflügel. Beide Ränder verschmelzen vor der Flügelmitte, sodass die orange Grundfärbung in zwei Flecke geteilt wird. Der basale Fleck ist kleiner und liegt vollständig unterhalb der Costalfalte.
Die Genitalarmatur der Männchen ähnelt der von Chrysoclista splendida, die Gnathos-Arme sind aber gerader, distal leicht geweitet und stärker bedornt. Die Valven verjüngen sich apikal viel stärker. Die Anellus-Lappen sind weniger schlank und etwa halb so lang wie die Valven. Der Aedeagus ist nur leicht gekrümmt.
Die Genitalarmatur der Weibchen ähnelt der von Chrysoclista splendida, die Sklerotisierung des achten Tergits ist aber zu zwei schmalen, gebogenen, seitlichen Bändern reduziert. Das Antrum ist trichterförmig und der Ductus bursae ist nahezu doppelt so lang wie das Corpus bursae.

### Ähnliche Arten
Eine ähnliche Art ist Chrysoclista zagulajevi, die Unterscheidungsmerkmale sind dort beschrieben.

## Verbreitung
Die Art ist in Nord- und Mitteleuropa weit verbreitet, kommt aber nur sehr lokal vor. Auf der Iberischen Halbinsel, in Italien und auf der Balkanhalbinsel fehlt die Art.

## Biologie
Die Raupen entwickeln sich an Silber-Weide (Salix alba) und Sal-Weide (Salix caprea); möglicherweise kommen auch Asch-Weide (Salix cinerea) und Bruch-Weide (Salix fragilis) in Betracht. Die Lebensweise der Raupen ist mit jener der Raupen von Chrysochlista linneella identisch. Die Art bildet eine Generation pro Jahr, Falter wurden von Juni bis August gesammelt. Gelegentlich gibt es Massenvorkommen von Faltern, diese sitzen dann auf den dem Wasser zugewandten Zweigen alter Weiden.

## Systematik
Unter den Namen lathamella  beziehungsweise bimaculella wurden lange Zeit zwei Arten zusammengefasst. Eine genaue Untersuchung des Typusexemplars von C. lathamella im Natural History Museum führte zu dem Ergebnis, dass dieses Exemplar einer kleineren und weiter verbreiteten Art angehören muss. Folgerichtig wurde diese Art als C. razowskii Riedl, 1965 beschrieben. Die Art mit den größeren Faltern ist nur in Mitteleuropa verbreitet und wurde als C. splendida Karsholt, 1997 beschrieben.
Aus der Literatur sind folgende Synonyme bekannt:
- Glyphipteryx lathamella Fletcher, 1936
- Tinea bimaculella Haworth, 1828
- Chrysoclista razowskii Riedl, 1965: 456.